# Arianna (film)
Arianna is een Italiaanse dramafilm uit 2015 onder regie van Carlo Lavagna.

## Verhaal
Arianna is een negentienjarige vrouw die haar eerste menstruatie nog niet heeft gehad ondanks de hormoonbehandelingen die ze krijgt. In de zomer gaat ze met haar ouders naar het huis aan het Meer van Bolsena, waar Arianna tot haar derde jaar heeft gewoond en waar ze nooit meer was terug geweest. Dit roept oude herinneringen op en Arianna besluit te blijven als haar ouders teruggaan naar de stad.
Mede dankzij ontmoetingen met haar nichtje Celeste, met wie ze zichzelf vergelijkt, en met Martino, met wie ze een relatie aangaat, ontdekt Arianna de ware aard van haar seksualiteit. Buiten medeweten van haar ouders ondergaat ze een onderzoek in het ziekenhuis, waarbij ontdekt wordt dat ze intersekse is en dat, toen ze drie jaar oud was, op aandringen van haar ouders haar penis is verwijderd. 

## Rolverdeling
- Ondina Quadri als Arianna
- Massimo Popolizio als  Marcello
- Valentina Carnelutti als Adele
- Corrado Sassi als  Arduino
- Blu Yoshimi als Celeste
- Eduardo Valdarnini als Martino

## Prijzen en nominaties
Ondina Quadri won in 2016 de Globo d'oro voor beste actrice.
Carlo Lavagna werd in 2016 genomineerd voor de David di Donatello voor beste nieuwe regisseur.